# حتی فرشتگان هم لوبیا می‌خورند
حتی فرشتگان هم لوبیا می‌خورند (انگلیسی: Even Angels Eat Beans) فیلمی زوج هنری به کارگردانی انتسو باربونی است که در سال ۱۹۷۳ منتشر شد.
در ابتدا قرار بود ترنس هیل در کنار باد اسپنسر بازی کند ولی او به دلایلی از این پروژه کناره گیری کرد و به جای او جولیانو جما بازی کرد.
این فیلم یک دنباله به نام چارلستون هم داشت که باد اسپنسر دیگر در آن بازی نکرد و به جای او یک بازیگر و ورزشکار سوئدی در اولین حضور خود در سینما به جای او در نقش کشیش بازی کرد.
این فیلم در ایران با نام دو جوانمرد استثنایی پخش شده است.

## بازیگران
- جولیانو جما
- باد اسپنسر
- رابرت میدلتون
- ژرژ ریگاد
- ماریو برگا
- آلوارو ویتالی
- فرانکا اسکانیه‌تی
- مارگریتا هوروویتس
- فوریو منیکونی
- سالواتوره باکارو
- جولیو ماکولانی
- جرج وانگ
- اشتفن زاخاریاس